# Oenothera ravenii
Oenothera ravenii är en dunörtsväxtart. Oenothera ravenii ingår i släktet nattljussläktet, och familjen dunörtsväxter.

## Underarter
Arten delas in i följande underarter:
- O. r. chilensis
- O. r. ravenii